# Austurland
L'Austurland (in lingua islandese: terra dell'est), conosciuta anche con il nome di Austfirðir (fiordi dell'est), è una delle otto regioni islandesi.
Il maggiore centro abitato è la città di Egilsstaðir, che ha una popolazione di 2.300 abitanti e che è una tra le aggregazioni urbane più recenti, essendo stata fondata nel 1947; la città di Seyðisfjörður vanta il più antico anno di fondazione: il 1895. Il porto di questa città rappresenta l'unica via di comunicazione via mare per macchine e mezzi pesanti tramite un traghetto che una sola volta la settimana (durante la bella stagione) collega l'isola all'Europa.

## Geografia fisica

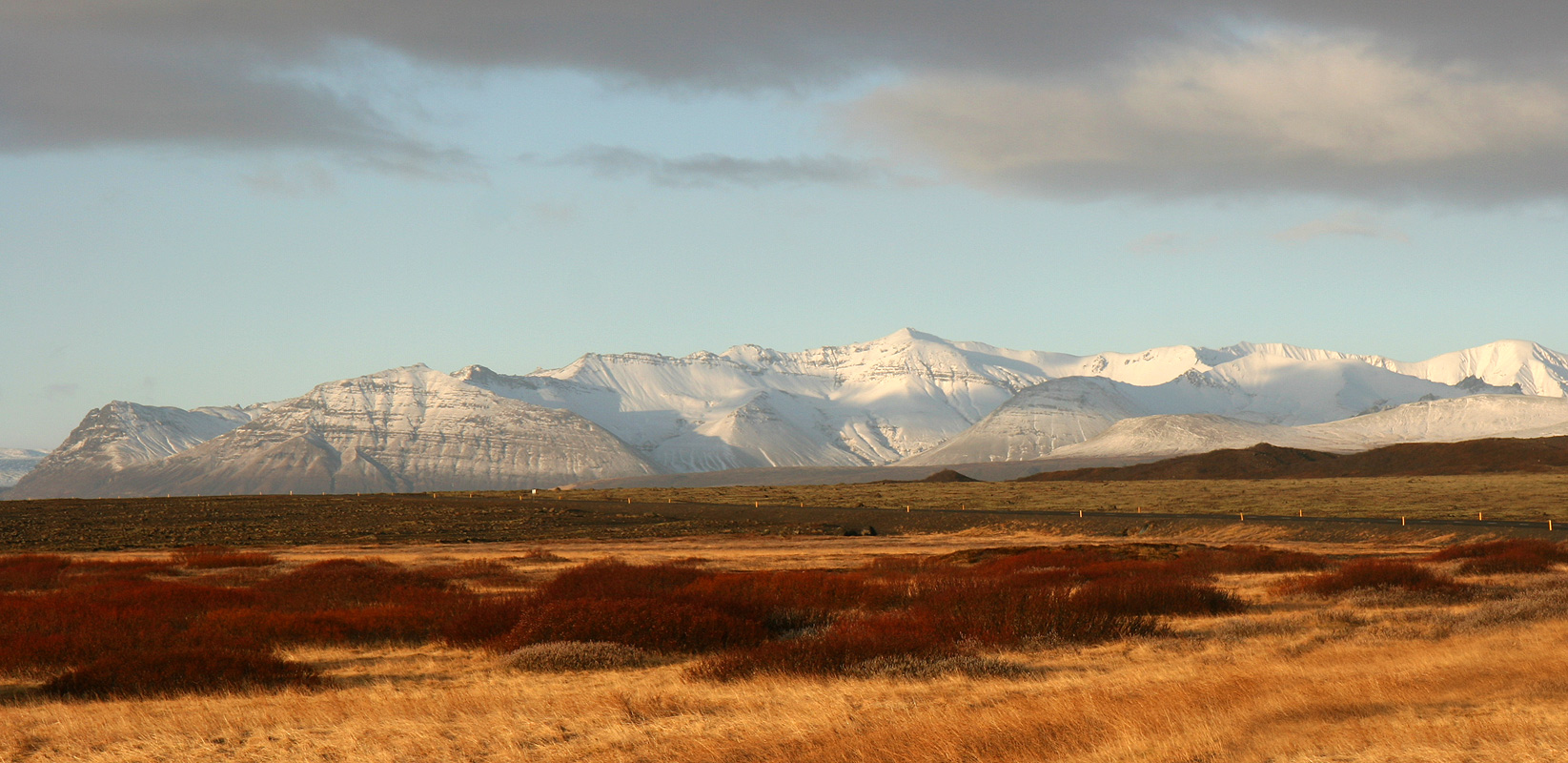
Veduta del Parco Nazionale Skaftafell.

La regione si estende per 22.721 km² lungo le coste orientali dell'isola, e fino a comprendere parte dell'area centrale degli Altopiani d'Islanda (chiamati anche ghiaccio d'Islanda), in cui si staglia il ghiacciaio Vatnajökull, il maggiore del Paese.
Il paesaggio è quindi diviso in due: da un lato abbiamo un ambiente tipicamente polare e montano, con clima decisamente rigido, e dall'altro una vasta pianura che si estende fino ai tipici fiordi della costa; tra le due zone climatiche esiste una vasta regione ricca di foreste.
All'interno della regione si estende inoltre il Parco nazionale Skaftafell, un'area vastissima di origine vulcanica.

## Storia

Colonizzazione della Regione

Sembra che le regioni dell'est siano state scoperte e colonizzate inizialmente dai vichinghi partiti dalla Norvegia e proprio qui, nella località costiera di Mjóifjörður, i norvegesi stabilirono il loro punto di approdo per le baleniere.
Una saga racconta che il primo vichingo a mettere piede sull'isola fu Naddoddr, che sbarcò nella costa sud dell'Austurland, e che battezzò l'isola con il nome di Snæland (terra della neve).

## Politica
L'Austurland ospita una popolazione pari a 13.173 abitanti (dati del 2020).
 
Nel sistema elettorale islandese la regione di Austurland ha diritto di eleggere, visti i suoi 7000 votanti (stime del 2009), 6 dei 48 deputati, che potranno governare nel parlamento Althingi.
Questa regione, come le altre islandesi è organizzata secondo un'ulteriore suddivisione amministrativa in contee.

## Economia

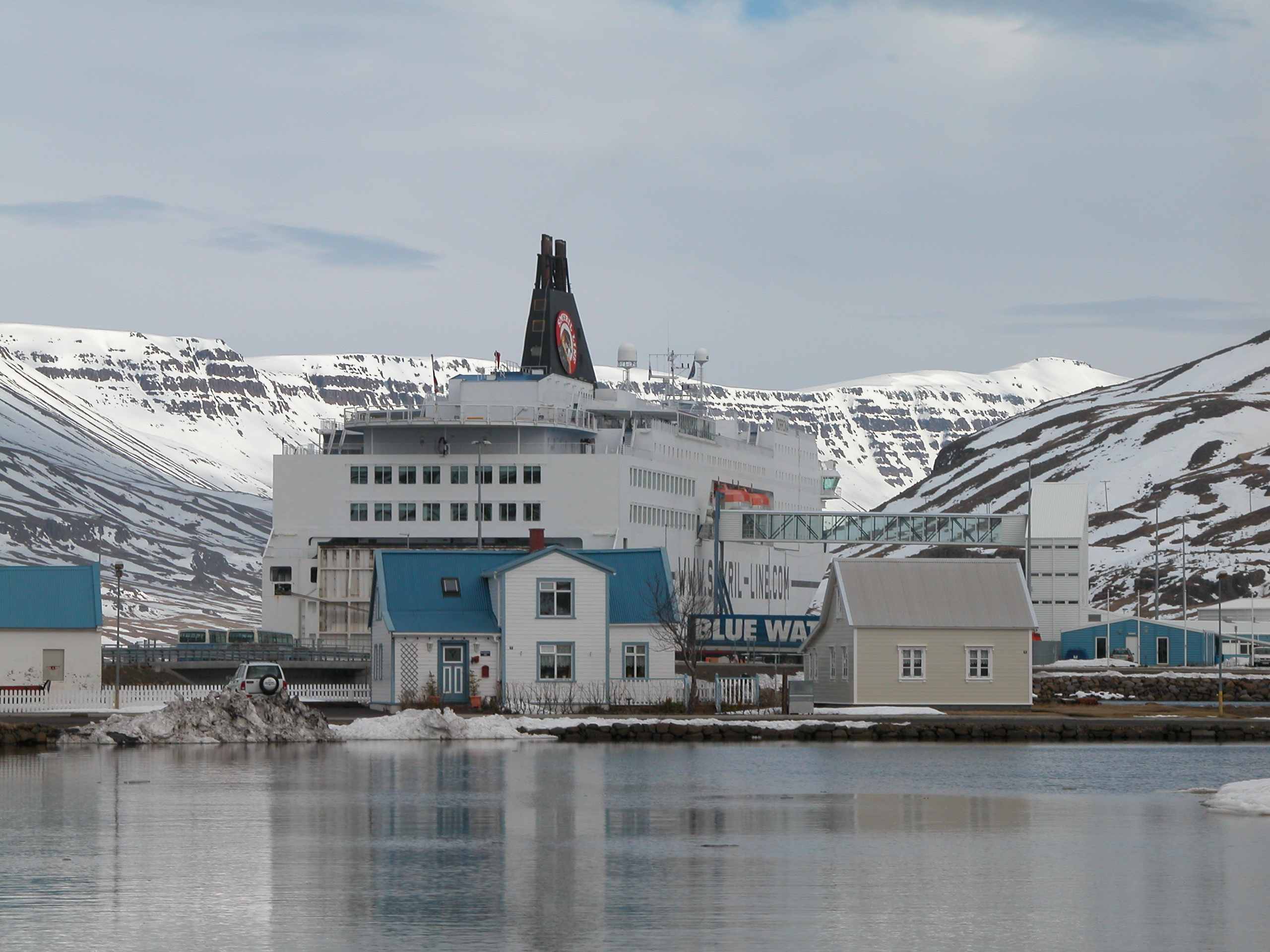
Ferry boat per il trasporto dei mezzi pesanti verso l'Europa.

Il lato costiero della regione è percorso dalla grande strada statale Hringvegur: la strada ad anello che corre lungo tutto il perimetro dell'isola, da cui numerose strade secondarie riescono a collegare l'entroterra.
Il sottosuolo della regione è ricco di giacimenti minerari, in particolare di alluminio: questo, insieme con la realizzazione di un grande impianto per la produzione di energia idroelettrica, ha evitato che la regione venisse abbandonata dai suoi abitanti. Ne è risultato un incremento della popolazione nei principali centri urbani, ma anche il conseguente abbandono delle aree rurali.

### Agricoltura
Verso la fine degli anni '70 fu realizzata nella località di Vallanes, nei pressi di Egilsstaðir, la prima fattoria interamente biologica chiamata Mòður Jōrð (madre Terra): gli agricoltori qui coltivano utilizzando le tecniche della permacoltura, che permettono di offrire un'ampia varietà di ortaggi e verdure, lasciando la produzione maggiore per l'orzo

## Società

### Religione
Come la maggior parte dell'Islanda in questa regione il culto più diffuso è il cristianesimo, che ha le sue radici nel Paese dagli inizi dell'anno 1000.

## Comuni
- Borgarfjörður: (146)
- Djúpivogur: (463)
- Egilsstaðir: (2300)
- Fljótsdalur: (524)
- Fljótsdalshérað: (4.644)
- Fjarðabyggð: (5.705)
- Hornafjörður: (2.106)
- Seyðisfjörður: (726)
- Vopnafjörður: (712)